# Mellicta cymothoe
Mellicta cymothoe är en fjärilsart som beskrevs av Bertolini 1829. Mellicta cymothoe ingår i släktet Mellicta och familjen praktfjärilar. Inga underarter finns listade i Catalogue of Life.